# FISA
Fédération Internationale du Sport Automobile (FISA) (română Federația Internațională a Sportului Automobilistic) a fost o filială a Federației Internaționalei a Automobilului, funcționând între 1979 și 1993, când a coordonat activitatea tuturor campionatelor mondiale de sport auto, inclusiv pe cel de Formula 1 și a supervizat direct desfășurarea campionatelor continentale, regionale și naționale.